# リシャール2世 (ノルマンディー公)
リシャール2世（Richard II, 963年8月23日 - 1026年8月28日）は、ノルマンディー公（在位：996年 - 1026年）。善良公（Le Bon）といわれる。ノルマンディー公リシャール1世とグンノールの間の長男。

## 生涯
リシャールは996年に父親よりノルマンディー公位を継承した。公位についた最初の5年間は、父の異父弟ラウル・ド・イヴリー（Raoul d'Ivry）が摂政をつとめた。ラウルは権力を行使し、リシャールが公位についてまもなく起こった農民の反乱を鎮圧した。
リシャールは信仰心が篤く、フランス王ロベール2世と共通するところが多く、リシャールはブルゴーニュ公と対立していたロベールに軍事面で支援した。リシャールは自身の妹アヴォワーズをブルターニュ公ジョフロワ1世と結婚させ、自身もジョフロワの妹ジュディットと結婚することで二重の婚姻関係を結び、ブルターニュとは同盟関係を構築した。
1000年から1001年にかけて、コタンタン半島でエゼルレッド2世によるイングランド軍の攻撃を撃退した。エゼルレッドはリシャールを捕縛しイングランドへ連れ帰るよう命じていた。しかし、イングランド軍は、ノルマン騎馬隊の素早い反応に対処できず、完全な敗北を喫した。
リシャールは、自身の妹エンマとエゼルレッドを結婚させることで、イングランドとの関係の改善を試みた。この結婚は、後にリシャールの孫ギヨームがイングランド王位継承権を主張する根拠となり、大きな意味を持つこととなった。また、この結婚は1013年にデンマーク王スヴェン1世がイングランドに侵攻した際に、エゼルレッドに有利に働いた。エンマは二人の息子エドワードとアルフレッドとともにノルマンディーに亡命し、その後すぐエゼルレッドもノルマンディーに亡命することができた。エゼルレッドの死後まもなく、クヌート1世はエンマと強引に結婚し、エンマを再び王妃とすることでクヌートの王位を認めるようリシャールに求めた。リシャールはその治世の間、スカンジナビアのヴァイキングとの接触を持ち続けた。リシャールはヴァイキングの傭兵を雇い、最終的にイングランドに向かう途中のスヴェン1世と条約を結んだ。
リシャールは自身の書記官および聴罪司祭のデュドン・ド・サン＝カンタン（Dudon de Saint-Quentin）に、歴代公爵を周囲の大領主たちが不信行為を行う中ノルマンディーを建国した、道徳的に公正なキリスト教徒の統治者として描くよう命じた。これは明らかにノルマン人の定住を正当化するための戦略であり、その中には多くの歴史的に信頼性のない伝説も含んでおり、父リシャール1世および祖父ギヨーム1世の治世に対する敬意が伺われる。
1025年および1026年に、リシャールは曽祖父ロロからルーアンのサン＝トゥアン修道院への寄進について確認した。リシャールによる修道院への多くの寄進は、リシャールが支配していた領域がカーン、エヴルー、コタンタン、コーおよびルーアンにまで及んでいたことを示している。

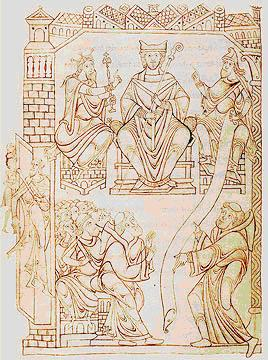
リシャール2世（右）、モン・サン＝ミシェル修道院長（中央）およびフランス王ロテール（左）

リシャールは1026年8月28日に死去した。

## 結婚と子女
1000年頃、最初にブルターニュ公コナン1世の娘ジュディットと結婚し、以下の子女をもうけた。
- リシャール3世（1002/4年 - 1027年） - ノルマンディー公（在位：1026年 - 1027年）[1]
- アリス（アデライード）（1003/5年 - 1038年） - ブルゴーニュ伯ルノー1世と結婚[1]
- ロベール1世（1005/7年 - 1035年） - ノルマンディー公（在位：1027年 - 1035年）[1]
- ギヨーム（1007/9年 - 1025年） - フェカンの修道士、フェカン修道院に埋葬[1][15]
- エレオノール（1011/3年 - 1071年以降） - フランドル伯ボードゥアン4世と結婚
- マティルド（1013/5年 - 1033年） - フェカンの修道女[16]

二度目に、パピア・ダンヴェルム（Papia d'Envermeu）と結婚し、以下の二男をもうけた。
- モージェ（1019年頃 - 1060年以前） - ルーアン大司教
- ギヨーム（1020/5年 - 1054年以降） - アルク伯